# Lactoferină

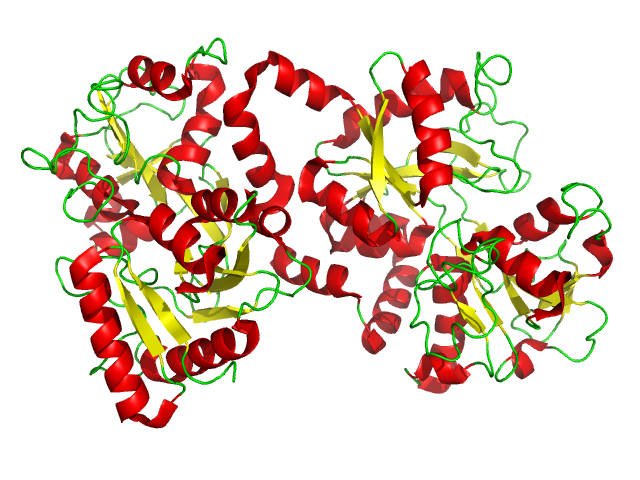
Structura lactoferinei

Lactoferina, denumită și lactotransferină, este o proteină multifuncțională din familia transferinelor. Este o glicoproteină globulară cu o masă moleculară de aproximativ 80 kDa, care este reprezentată în cantități mari în diverse fluide de secreție, cum ar fi laptele, saliva, lacrimile și secrețiile nazale. Lactoferina este prezentă și în granulele secundare ale celulelor polimorfonucleare, și este secretată de unele celule acinare pancreatice. Lactoferina poate fi purificată din lapte sau produsă prin metodae recombinante. Colostrul uman prezintă cea mai mare concentrație, fiind urmat de laptele uman, apoi de laptele de vacă (150 mg/L).